# Tanzania Railways Corporation

Залізниці Танзанії

Танзанійська залізнична корпорація (TRC) є державним підприємством, та одним з двох основних залізничних операторів, що працюють в Танзанії.
Коли Східно-Африканська корпорація залізниць і портів була розпущена у 1977 році і її активи розділені між Кенією, Танзанією і Угандою, Tanzania Railway Corporation була утворена, і почала свою роботу в Танзанії. У 1997 році підрозділ внутрішнього судноплавства виділився в окрему компанію.

## Залізнична мережа
Tanzania Railway Corporation використовує колії з шириною 1'000 мм (3 ft 3⅜ in) Загальна довжина колій мережі близько 2'600 км (1'600 mi). Дві Східно-Західні лінії, що з'єднують узбережжя та внутрішні райони були побудовані у часи колоніального панування німців у Східній Африці: "Центральна лінія" проходить від Дар-ес-Салама до Кігоми, а "Танга лінія" від Танга до Аруша. З'єднання цих двох ліній виконує відрізок напрямку північ-південь, що йде від Корогве до Руву. Основна лінія йде до озера Вікторія, де з'єднується залізничним поромом Вікторія з залізницями Уганди. Від "Танга лінії" є гілка до Кенії, але вона занедбана.
Існує два пункта де виконують заміну вагонних візків для проїзду по лінії з іншою шириною колії. у Дар-ес-Саламі перехід на залізницю TAZARA яка має колію 1'067 мм (3 ft 6 in) та іде у Замбію, другий діє у Кідату, де до TAZARA підходить Кідатська гілка від "Центральної лінії".

## Колишній Морський підрозділ
TRC успадкувала пором і вантажне судно для послуг на озері Танганьїка і озері Малаві та декілька кораблів на озері Вікторія.
TRC ввела МВ Букоба на озері Вікторія приблизно у 1979 році, МВ Mwongozo на озері Танганьїка у 1982 році , і пасажирсько-вантажне судно МВ Серенгеті на озері Вікторія у 1988 році.
На 21 травня 1996 року Букоба затонув у 25 метрів (14 фатомів) води близько 30 морських миль (56 км) від Мванза. У нього було на багато більше пасажирів, ніж він міг сертифіковано перевозити, і, принаймні, 800 людей загинули. після катастрофи було притягнуто до кримінальної відповідальності дев'ять посадових осіб, у тому числі капітан судна Букоба і менеджер Морського підрозділу TRC.
У 1997 році Морський підрозділ став окремою компанією Marine Services Company Limited.

## Залізнична аварія
24 червня 2002 року сталася залізнична аварія в Іганду, загинули 281 людини; це друга за кількістю загиблих у залізничній катастрофі в Африці аварія (найбільше жертв у залізничній катастрофі в Аваші).

## Приватизація, ренаціоналізація і плани
У 2007 році RITES Ltd з Індії виграла контракт від Комісії по реформі напівдержавних підприємств (PSRC) для експлуатації пасажирських і вантажних поїздів на консесійній основі на 25 років. Концесійну угоду було підписано 3 вересня 2007 року, яка діє з 1 жовтня 2007 року. Залізниця працює, як товариство з обмеженою відповідальністю "Tanzania Railway", з 49% акцій, якими володіє уряд.
Були кроки, щоб відмовитися від контракту "частково, через те, що індійський інвестор не заплатить більше $ 6 млн. у рамках концесійних зборів Танзаніїському уряду в 2008 році" але RITES офіційно заперечив, зазначивши, що контракт "ввів у оману посадових осіб Rites, вказавши, що у 'Railway Assets Holding Company' (Rahco) знаходився у володінні 92 працюючих локомотивів, коли, лише 55 насправді існував". У 2010 році влада розірвала договір і повернули контроль.
У 2007 році заступник міністра інфраструктури Maua Abeid Daftari запропонував переробити залізницю в стандартну колію.

### Шпали
У 2008 році відбулись тендери де шукали 1'000 мм (3 ft 3⅜ in) сталеві шпали, конвертовані у 1'435 мм (3 ft 6 in) колією
і виготовлення залізобетонних шпали з подвійною 1'000 мм (3 ft 3⅜ in) та 1'435 мм (4 ft 8½ in) коліями.